# Фернандо Бермудес
Фернандо Бермудес (исп. Fernando Bermúdez; ? — около 978 года) — второй граф де Сеа, сын Бермудо Нуньеса и его первой жены Аргило . В качестве отца королевы Наварры и, следовательно, предка многих королевских домов, Фернандо был выдающимся и известным представителем знати Королевства Леон.

## Биографический очерк
Старший сын графа Бермудо Нуньеса (? — около 955 года) от первого брака с Аргило. Он унаследовал много имущества от своего отца, а также от своего дяди Овеко Нуньеса, епископа Леона, и появляется как Fredenando Vermudiz в пожертвовании, сделанном епископом 28 августа 945 года монастырю Саагун. Эта связь подтверждается также в грамоте 984 года, где упоминается, что этот монастырь приобрел у графа Фернандо Бермудеса некое имущество, ранее принадлежавшее епископу.
Фернандо провел свои первые годы жизни в Астурии, где он имел обширные владения, некоторые из которых были пожертвованы королевой Урракой Памплонской, вдовой короля Астурии Фруэлы II, и инфантом Ордоньо Фройласом, о чем свидетельствует опись различных имущества в Нартавлио, которые были, видимо, в качестве компенсации за его поддержку короля Фруэлы и за участие в восстании в 932 году против короля Рамиро II, который вынудил графа Фернандо вернуть две церкви в кафедральный собор Овьедо. Его отношения с короной улучшились во время правления короля Леона Ордоньо III. Он был королевским майордомом, подтверждал многие королевские грамоты как активный член королевского совета. Впервые Фернандо упоминается в 960 году с титулом «графа». Его последнее появление в средневековых грамотах произошло в 978 году.

## Брак и дети
Фернандо Бермудес был женат на Эльвире Диас, дочери Диего Муньоса, графа де Сальданья, и его жены Трегидии. Они были родителями:
- Педро Фернандес (умер ок. 1028), третий граф де Сеа. Был женат на Санче Муньос из рода Бану Гомес, от брака с которой у него была одна дочь Эльвира Перес. Скончался, не оставив мужского потомства[8] .
- Гомес Фернандес (умер до 978 года)[8], муж Онекки и отец графини Онекки Гомес, жены графа Фортуна, который, скорее всего, был членом королевского дома Памплоны. Вероятно, он был отцом Фернандо и Родриго Гомесов[8].
- Готина Фернандес, жена графа Пелайо Родригеса[9].
- Химена Фернандес, супруга короля Наварры Гарсии Санчеса II и мать короля Наварры Санчо III[9] .
- Хуста Фернандес, первая жена графа Флайна Муньоса[9].
- Эльвира Фернандес[9].